# بوينغ مونوميل
بوينغ طراز 200 مونوميل (بالإنجليزية: Boeing Model 200 Monomail)‏ كانت طائرة بريد أمريكية، صنعت في أوائل عقد 1930.

## المشغلون
الولايات المتحدة
- بوينغ للنقل الجوي
- الخطوط الجوية المتحدة

## مواصفات (Model 221)
الخصائص العامة
- طاقم: طيار واحد
- سعة: 6 ركاب
- طول: 42 قدم (13 م)
- باع الجناح: 59 قدم (18 م)
- جناح حامل: Boeing 106
- الوزن الإجمالي: 8,000 رطل (3,629 كـغ)
- محركات: 1 × برات آند ويتني آر-1860 هورنيت بي Hornet B محرك شعاعي, 575 حصان (429 كـو)
- مراوح: 2-ريشة

أداء
- السرعة القصوى: 158 ميل/س (254 كم/س؛ 137 عقدة)
- سرعة العبور: 135 ميل/س (117 عقدة؛ 217 كم/س)
- مدى: 575 ميل (500 nmi؛ 925 كـم)
- سقف الخدمة: 14,700 قدم (4,481 م)

## روابط خارجية
- Fiddlergreen.net: Monomail
- Colorado Wreck Chasing: Glendo Crash Site